# Пол Діллет
Пол Діллет (англ. Paul Dillett; нар. 12 квітня 1965, Монреаль, Квебек, Канада) — канадський професійний бодібілдер, переможець конкурсу «Ніч Чемпіонів» у 1999 році.

## Біографія
Професійно займався футболом, граючи спочатку за команду свого університету, потім у професійній футбольній лізі 2 сезони грав за «Торонто».
У бодібілдингу дебютував в 1991 році на чемпіонаті Північної Америки, де зайняв 2-е місце. В 1992 виграв чемпіонат Північної Америки, сам Діллет називає цю перемогу, найвизначнішою в його житті. Після гучного дебюту Діллет уклав контракт з Джозефом Уайдером. Він брав участь в численних шоу і вмів заводити публіку зі сцени. Дебютом на професійних змаганнях для Пола став Ironman Pro Invitational 1993, де він зайняв 4-е місце. У 1994 році Пол Діллет здобув свої перші перемоги в професійних турнірах «Гран При Німеччина 1994» і «Гран Прі Франція 1994». На змаганні Арнольд Класік 1994 року, де Діллет був одним з фаворитів, від зневоднення почалися судоми і йому довелося знятися зі змагань. Найкращим його виступом на Мр. Олімпія стало 4-те місце в 1994 році.
Пол Діллет застосовував різні нестандартні методи тренування — глибокий гіпноз, підключення високовольтних проводів до м'язів, метод стану афекту, що дозволяло підняти інтенсивність тренінгу за рахунок стрибка адреналіну.
Найбільшим успіхом у змагальному бодібілдингу стала перемога в турнірі «Ніч Чемпіонів 1999», де він обійшов фаворита змагань Маркуса Рюля.
Надалі змагальна кар'єра професійно бодібілдера пішла на спад. Невдачі на «Ночі Чемпіонів» та «Містер Олімпія», проблеми зі здоров'ям, автомобільна катастрофа, розлучення і банкрутство поставили хрест на кар'єрі. У 2003 році його позбавили грін-карти США.
Повернувшись у великий спорт у 2006 році на «Торонто / Монреаль Про» посів лише 10-е місце.

## Цікаві факти
- У 2007 році з метою розвитку бодібілдингу в Канаді Діллет організував власну федерацію культуристів — WBFF (The World Bodybuilding And Fitness Federation). Його девізом стало — «Підтримувати і надихати атлетів».
- Любить музику Чайковського, дитячі мультфільми і свій «Мерседес».

## Антропометричні дані
- Зріст: 188 см
- Змагальна вага: 130–140 кг
- Вага в міжсезоння: 160 кг
- Грудна клітка: 152 см
- Талія: 81 см
- Шия: 44 см
- Біцепс: 61 см
- Стегно 86 см

## Історія виступів
- Торонто / Монреаль Про 2006 — 10 місце
- Гран Прі Угорщина 2003 — 14 місце
- Ніч чемпіонів 2002 — 6 місце
- Європа Супершоу 2002 — 8 місце
- Саузвест Про 2002 — 8 місце
- Ніч Чемпіонів 2000 — 3 місце
- Містер Олімпія 1999 — 7 місце
- Ніч Чемпіонів 1999 — 1 місце
- Містер Олімпія 1998 — відмова від змагань
- Гран Прі Росія 1997 — 5 місце
- Гран Прі Фінляндія 1997 — 5 місце
- Гран Прі Чехія 1997 — 6 місце
- Гран Прі Англія 1997 — 4 місце
- Гран Прі Німеччина 1997 — 4 місце
- Гран Прі Іспанія 1997 — 4 місце
- Гран Прі Угорщина 1997 — 4 місце
- Містер Олімпія 1997 — 5 місце
- Сан-Франциско Про 1997 — 5 місце
- Арнольд Класік 1997 — 6 місце
- Ironman Pro Invitational 1997 — 5 місце
- Сан-Хосе Про 1997 — 5 місце
- Гран Прі Росія 1996 — 4 місце
- Гран Прі Швейцарія 1996 — 2 місце
- Гран Прі Чехія 1996 — 3 місце
- Гран Прі Англія 1996 — 3 місце
- Гран Прі Німеччина 1996 — 4 місце
- Гран Прі Іспанія 1996 — 2 місце
- Містер Олімпія 1996 — 5 місце
- Сан-Франциско Про 1996 — 2 місце
- Арнольд Класік 1996 — 3 місце
- Ironman Pro Invitational 1996 — 2 місце
- Сан-Хосе Про 1996 — 2 місце
- Гран Прі Франція 1994 — 1 місце
- Гран Прі Англія 1994 — 4 місце
- Гран Прі Німеччина 1994 — 3 місце
- Гран Прі Іспанія 1994 — 3 місце
- Арнольд Класік 1994 — відмова від змагань
- Гран Прі Німеччина 1994 — 1 місце
- Гран Прі Італія 1994 — 2 місце
- Гран Прі Франція 1994 — 2 місце
- Містер Олімпія 1994 — 4 місце
- Містер Олімпія 1993 — 6 місце
- Арнольд Класік 1993 — 4 місце
- Ironman Pro Invitational 1993 — 4 місце